# Paralaophonte hyperborea
Paralaophonte hyperborea är en kräftdjursart som först beskrevs av Georg Ossian Sars 1909.  Paralaophonte hyperborea ingår i släktet Paralaophonte och familjen Laophontidae. Inga underarter finns listade i Catalogue of Life.